# Paco Cepero

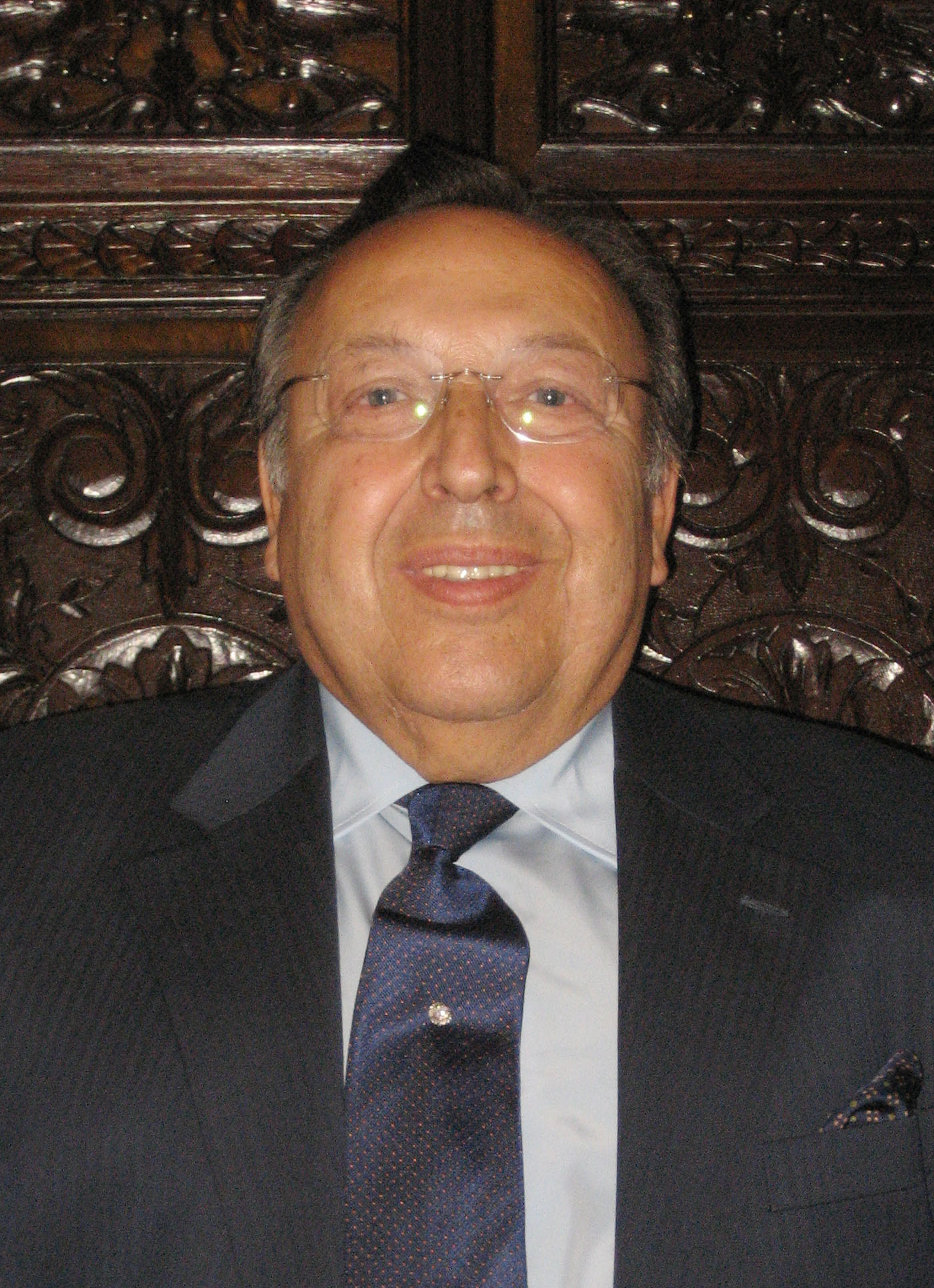
Paco Cepero (2012)

Paco Cepero, eigentlich Francisco López-Cepero García (* 6. März 1942 in Jerez de la Frontera, Provinz Cádiz) ist ein spanischer Flamenco-Gitarrist.

## Leben
Mit 16 Jahren hatte Paco Cepero seinen ersten professionellen Auftritt im Gran Teatro de Falla de Cadíz. 1963 begann er im Tablao Los Canasteros von Manolo Caracol. Seitdem bereiste er die ganze Welt mit seiner Gitarre als Solist oder als witziger und effektvoller Begleiter von vielen Flamencokünstlern. Mit dem Sänger Juan Peña Fernández („El Lebrijano“) und dem Orquesta Andalusí de Tánger nahm er 1985 das Album Encuentro auf. Als Gitarrist hatte er im Verlauf seiner Karriere viele Preise erhalten.
Paco Cepero hat mit Idolen des Flamenco wie Camarón de la Isla, Manolo Caracol, Tio Borrico, Terremoto, el Turronero usw. zusammengearbeitet. Daneben ist er auch bekannt als Komponist und Produzent für bekannte Sänger wie Isabel Pantoja, Julio Iglesias, Lolita und Chiguetete.

## Auszeichnungen (Auswahl)
- Premio Nacional von Jerez de la Frontera 1975[2]
- Premio Nacional de Córdoba 1977[3]
- Castillete de Oro de La Unión 1977[3]
- Yunque de Oro de Ceuta 1999[3]
- Cabal de Plata del Círculo de Bellas Artes 1999[3]
- Goldmedaille der Schönen Künste 2003[4]
- Premio Compás del Cante 2014[5]
- Placa de Oro de la Provincia de Cádiz 2006[6]

- Medaille von Andalusien 2017[4]

- Medalla al Mérito del Trabajo (Verdienstmedaille der Arbeit) 2018[7]
- Hijo Predilecto (hervorragender Sohn) von Jerez 2019[2]